# إدوين شنايدر
إدوين شنايدر (بالإنجليزية: Edwin Schneider)‏ هو عازف بيانو أمريكي، ولد في 20 مايو 1874، وتوفي في 12 أبريل 1958.

## وصلات خارجية
- إدوين شنايدر على موقع ميوزك برينز (الإنجليزية)
- إدوين شنايدر على موقع ديسكوغز (الإنجليزية)